# Robert Alexander Abajyan
Robert Alexander Abajyan (Ռոբերտ Ալեքսանդրի Աբաջյան) (Yerevan, 16 novembre 1996 – Nagorno Karabakh, 2 aprile 2016) è stato un militare armeno, sergente nell'Esercito di difesa del Nagorno Karabakh.
È stato insignito dell'onorificenza di Eroe di Artsakh, che è il più alto titolo onorifico della semi-riconosciuta repubblica del Nagorno Karabakh.
Abajyan ha combattuto per diverse ore contro gruppi dei Corpi Speciali delle forze armate azere durante gli scontri armeno-azeri del 2016, lunga la linea del fronte a nord est durante la notte dell'1-2 aprile. Dopo essersi trovato solo e contro un grande numero di nemici, fece come se volesse arrendersi, ma quando i soldati azeri si stavano avvicinando tirò fuori una granata e fece saltare in aria i nemici che si avvicinavano e se stesso.
Per le sue azioni dimostrate nel corso della difesa dei confini del Nagorno Karabakh, l'8 maggio 2016, Abajyan è stato insignito con l'Ordine dell'Aquila d'Oro, il più alto titolo d'onore dell'Eroe di Artsakh mai concesso.

## Biografia

### Primi anni
Abajyan è nato il 16 novembre 1996 a Yerevan, Armenia. Nel 2003 è andato alla Yerevan Basic School, al n. 147 del Distretto Kanaker-Zeytun. Si è diplomato nel 2012 e ha frequentato lo Yerevan State Basic Medical College. Si è diplomato nel 2014 con un diploma universitario in Odontotecnica. In seguito, nello stesso anno, ha frequentato il Medical Institute intitolato a Madre Teresa.

### Servizio militare
Abajyan ha fatto il servizio militare obbligatorio nel 2014. Grazie alle sue notevoli prestazioni in campo militare fu promosso al grado di sergente junior.

#### Guerra dei quattro giorni in Nagorno Karabakh
Nella notte dell'1-2 aprile 2016, nel settore nord orientale della linea di contatto tra la repubblica del Nagorno Karabakh e l'Azerbaigian, alcune unità delle forze armate azere effettuarono attacchi su vasta scala contro la parte armena. Preceduti da numerosi cannoneggiamenti di artiglieria, gruppi di forze azere cominciarono un attacco di fanteria cercando di penetrare nel territorio armeno. Sotto la guida del capitano Armenak Urfanyan, un numero inferiore di soldati armeni di confine iniziarono ad opporre una pesante resistenza. Dopo due tentativi falliti di penetrazione e la perdita di un carro armato, le forze azere si ritirarono sulle loro posizioni iniziali e ripresero i bombardamenti di artiglieria sulla linea di contatto. Il capitano Urfanyan ed il mitragliere yazidi-armeno Karam Sloyan furono presto uccisi. Sloyan fu decapitato e la sua testa mozzata pubblicamente esibita da soldati azeri.
Dopo la morte del comandante, Robert Abajyan, che aveva subito una ferita alla gamba, si assunse l'incarico di continuare con la resistenza. Dopo la penetrazione delle forze azere all'interno delle linee egli porta il suo compagno mitragliere Andranik Zohrabyan ferito nella cella di trincea, che si trovava ad una distanza di circa 30 metri (98 piedi). Nella trincea Abajyan contattò il comandante del battaglione e gli fornì preziose informazioni sulla situazione operativa. Lo informò anche sui possibili pericoli per il comandante del gruppo che si era affrettato ad aiutare. Dopo che Andranik Zohrabyan era morto dissanguato, Abajyan continuò a combattere da solo dalla trincea contro un gran numero di forze nemiche. Dopo aver individuato l'avvicinarsi di soldati azeri, attirò la loro attenzione alzando le mani e facendo finta di arrendersi, mentre di nascosto teneva una bomba a mano a portata di mano. Permettendo ai soldati di avvicinarsi, Abajyan si fece esplodere uccidendo 10 o più azeri con lui. Dopo aver preso questa decisione, lui via radio aveva detto, come ultima richiesta, "In nessun caso abbandonerò questa posizione!"
L'8 aprile, dopo che ebbero raggiunto un accordo reciproco tra le parti, i corpi di Abajyan e Zohrabyan furono ritrovati, a seguito di operazioni di ricerca del corpo.

#### Funerale
L'11 aprile Robert Abajyan fu sepolto nel cimitero militare di Yerevan. La cerimonia del funerale si tenne di fronte alla chiesa di San Giovanni Battista, a Yerevan.

## Onorificenze
Il più alto titolo d'onore postumo del Paese, Eroe dell'Artsakh e l'Ordine dell'Aquila d'oro . Robert Abajian è diventato il 24° assegnatario dell' Eroe dell'Artsakh, così come la persona più giovane a detenere questo titolo, avendo soli 19 anni.